# 屈折望遠鏡
屈折望遠鏡（くっせつぼうえんきょう、Refracting telescope）は、レンズを組み合わせた望遠鏡である。レンズによって分散が起こるため色収差を生じるので色消しレンズを使用する。

## ガリレオ式望遠鏡

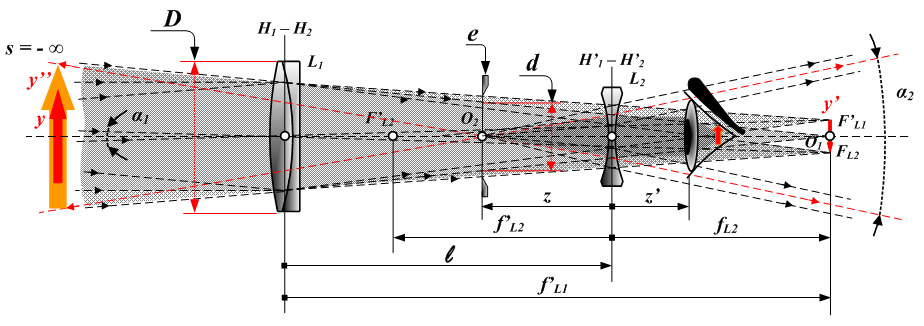
ガリレオ式望遠鏡

歴史上最初に作られた形式の望遠鏡である。オランダ式とも呼ばれるが、ガリレオ式と呼ばれることが多い。

## ケプラー式望遠鏡

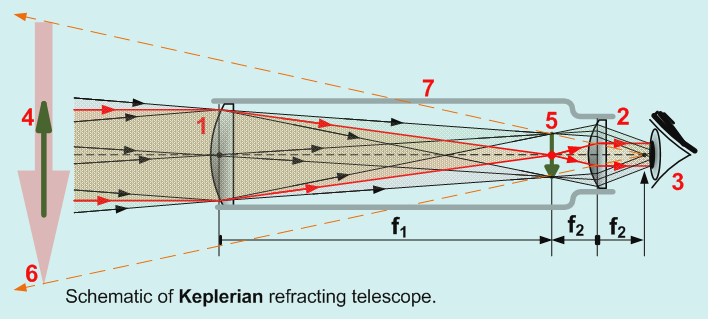
ケプラー式望遠鏡

ヨハネス・ケプラーが考案した屈折望遠鏡で、対物レンズ、接眼レンズの両方に凸レンズを用いる形式の望遠鏡である。

## アクロマート
2枚玉とも呼ばれ、クラウンガラスとフリントガラスという屈折率の異なる光学ガラスを用いて色収差を相殺する。

## アポクロマート
3枚玉とも呼ばれ、アクロマートよりも色収差を相殺する。

## フローライト
低分散の蛍石を用いることでシャープな星像をもたらす。蛍石は塩の結晶なので化学的に弱いので扱いには注意を要する。蛍石レンズは一般的には鏡筒側に配置される。

## EDレンズ
低分散のEDガラスを用いることでシャープな星像をもたらす。